# کارل یوزف ابرت
کارل یوزف ابرت (آلمانی: Karl Joseph Eberth؛ ‏ ۲۱ سپتامبر ۱۸۳۵ – ۲ دسامبر ۱۹۲۶) باکتری‌شناس و آسیب‌شناس اهل امپراتوری آلمان بود.
وی مدرک دکترای خود را از دانشگاه وورتسبورگ دریافت داشت و دستیار آلبرت فون کولیکر شد. سپس در سال ۱۸۶۹ به مقام استادی رشتهٔ آسیب‌شناسی در دانشگاه زوریخ و از سال ۱۹۱۱ در دانشگاه هاله-ویتنبرگ رسید.
او در سال ۱۸۸۰ میلادی نخستین شرح از نوعی باسیلوس را ارائه کرد که گمان می‌برد عامل ایجاد حصبه باشد.
«خطوط ابرت» در ماهیچه قلبی و «پریتلیوم ابرت» در بافت دیوارهٔ مویرگ‌های خونی به افتخار او نام‌گذاری شده‌اند.